# Viện Vật lý Nông nghiệp Bohdan Dobrzański - Viện Hàn lâm Khoa học Ba Lan
Viện Vật lý Nông nghiệp Bohdan Dobrzański thuộc Viện Hàn lâm Khoa học Ba Lan là một tổ chức chuyên nghiên cứu về vật lý học, khoa học nông nghiệp và các vấn đề liên quan đến vật lý đương đại ứng dụng trong nông nghiệp. Viện xuất bản hai Tạp chí khoa học bằng tiếng Anh, Tạp chí Acta Agrophysica (bắt đầu từ năm 1993) và Tạp chí Khoa học đất bằng tiếng Ba Lan (bắt đầu từ năm 1968). 
Viện thúc đẩy lĩnh vực vật lý học trong nông nghiệp, sử dụng kiến thức và phương pháp của các ngành khoa học cơ bản như vật lý, sinh học và hóa học để giải quyết các vấn đề đương đại trong nông nghiệp. Viện cũng phát triển các phương pháp mới, các công cụ thử nghiệm, sản phẩm, đổi mới công nghệ và dịch vụ cho nông nghiệp nhằm khai thác nguồn tài nguyên nông nghiệp một cách hiệu quả.
Viện được Bộ Khoa học và Giáo dục Đại học Ba Lan tài trợ. Trụ sở chính của Viện nằm ở Lublin, Ba Lan.

## Nhiệm vụ
- Nghiên cứu và phát triển khoa học nông nghiệp (môi trường nông nghiệp, vật liệu sinh học nông nghiệp, năng lượng sinh học) và phổ biến các kết quả đạt được.
- Đào tạo cán bộ nghiên cứu cho ngành công nghiệp và khoa học nhằm giúp họ có khả năng giải quyết các vấn đề đương đại trong nông nghiệp và phát triển kinh tế sinh học.
- Hợp tác và tham gia hợp tác liên ngành với các nhà nghiên cứu, phổ biến những ứng dụng hữu ích cho công chúng nhằm đảm bảo khai thác nguồn tài nguyên nông nghiệp một cách bền vững. Do đó, đóng góp một phần nào đó cho nền kinh tế sinh học của Ba Lan nói riêng và trên toàn thế giới nói chung.

## Lĩnh vực nghiên cứu
Lĩnh vực nghiên cứu của Viện liên quan đến hệ thống khí quyển-đất-thực vật và chủ yếu được phân bố trong ba lĩnh vực sau: 
- Môi trường nông nghiệp: đảm bảo quản lý và khai thác bền vững hệ thống khí quyển-đất-thực vật, phát triển các dịch vụ khí hậu mới, dự đoán biến đổi khí hậu và giảm thiểu tác động của nông nghiệp đối với biến đổi khí hậu.
- Vật liệu sinh học nông nghiệp: đảm bảo an ninh lương thực bền vững, khai thác vật liệu sinh học thực phẩm và giảm thiểu lượng chất thải trong nông nghiệp.
- Năng lượng sinh học: khai thác bền vững khối lượng thực phẩm trong nông nghiệp nhằm sản xuất năng lượng sinh học và tối ưu hóa quá trình sản xuất năng lượng sinh học.

## Lịch sử
Viện Vật lý Nông nghiệp Bohdan Dobrzański được thành lập vào năm 1968 bởi Giáo sư Bohdan Dobrzański (chủ tịch Viện Hàn lâm Khoa học Ba Lan cho đến năm 1979). [2] Năm 1989, Viện được quyền cấp bằng Tiến sĩ và Tiến sĩ Khoa học trong lĩnh vực nông học năm 1992. Năm 1998, Viện chính thức trở thành một phần của Viện Hàn lâm Khoa học Ba Lan. 